# Список персонажей мифов островов Эгейского моря

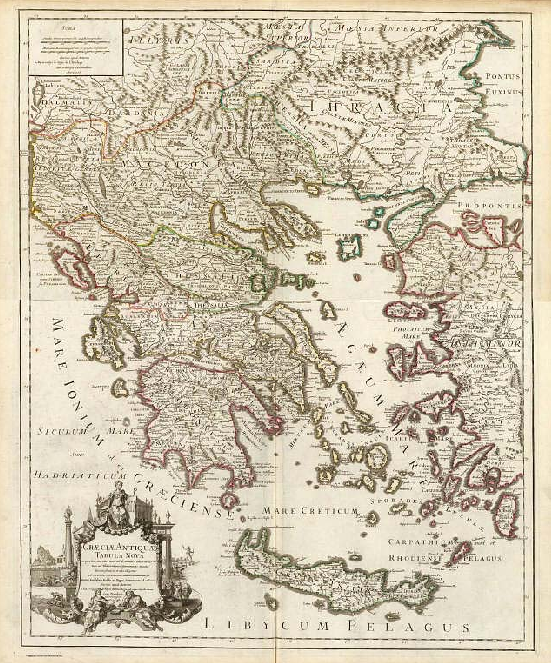
Карта Греции, 1708 год

## Введение
Мифология почти каждого острова показывает наличие нескольких колонизационных волн и является важным историческим источником.
Острова часто выступают местом рождения богов. Аполлон и Артемида родились на Делосе, Гера — на Самосе, Посейдон и Гелиос — на Родосе, Дионис — на Наксосе.
Основные боги:
- Зевс. Особенно связан с Делосом, Родосом, Самофракией, где порождает детей. Также связан с Кеосом, Наксосом, Самосом.
- Посейдон. Порождает потомство на Косе, Родосе, Самосе, Симе, Хиосе, Кримиссе. Однако царские династии везде прерываются.
- Аполлон. Центр культа на Делосе. Также связан с Лемносом, Наксосом, Родосом, Самосом. Дети у него на Скиросе, Делосе, Кеосе, Лесбосе, Тенедосе.
- Дионис. Центр культа на Наксосе. Дети поселяются на ряде других островов (Хиосе, Лемносе, Скиросе).
- Гермес. Связан с Косом. Дети на Лесбосе, Родосе, Самофракии.
- Гефест. Связан с Лемносом.
- Геракл. Посещает Кос, Родос и Парос.
- Артемида. Помимо Делоса, связана с Косом, Родосом и Икарией.
- Гера. Связана с Самосом.
- Афродита. Мифы о ней встречаются на Кеосе, Косе, Лемносе, Родосе.

Сюжеты, связанные с Саламином, см. в статье Мифы Аттики, с Эгиной — в
статье Мифы Арголиды, с Киферой — Мифы Лаконики.
См. также Список островов Греции.

## Делос
Персонажи:
- Аний

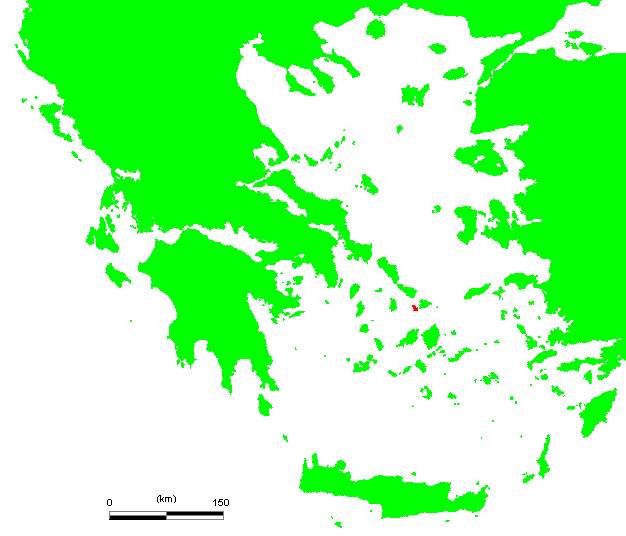

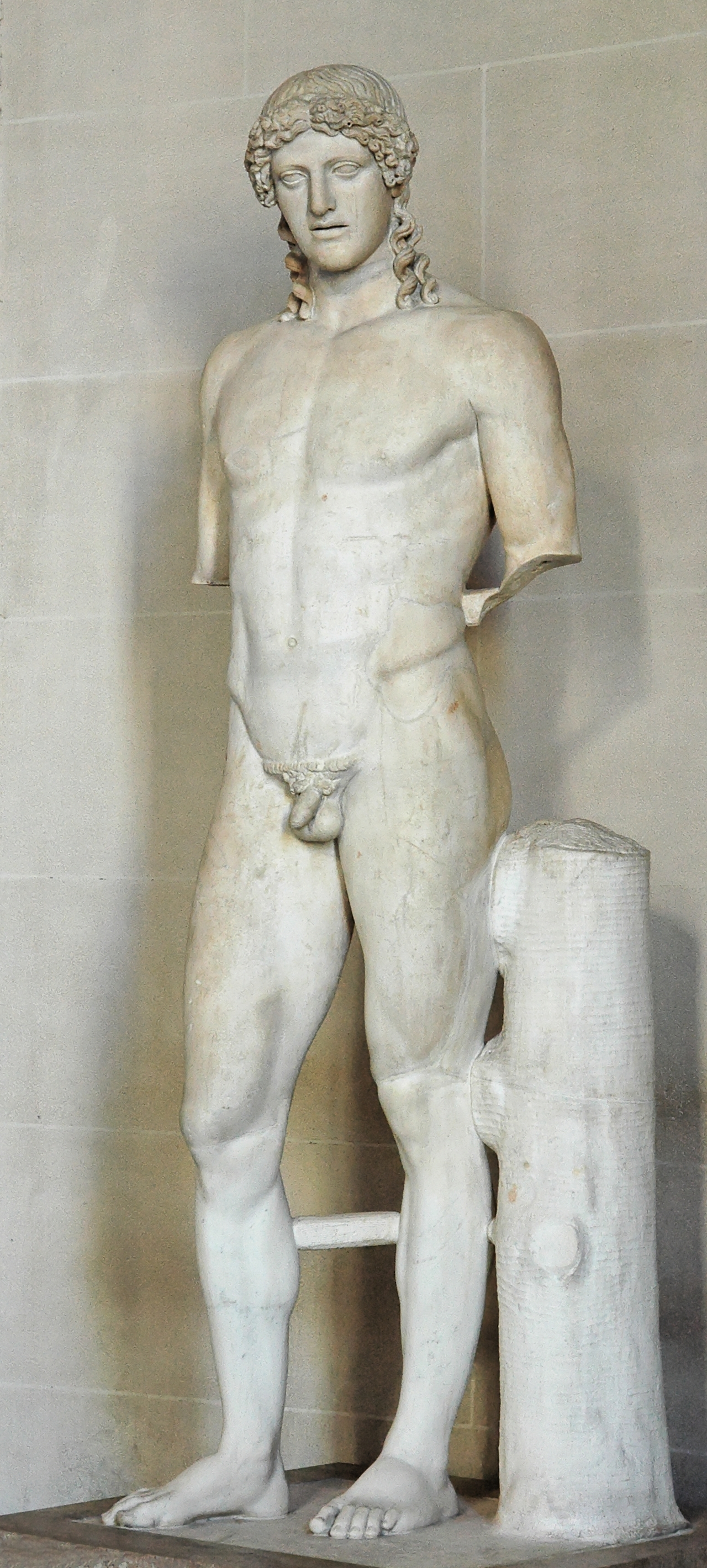
Кассельский Аполлон. Копия Фидия (?), Лувр

- Арга. Прибыла на Делос из страны гипербореев, принесла дары Илифии[1].
- Астерия
- Ахея. В гимне к ней Олен говорит, что она прибыла на Делос из страны гипербореев[2].
- Бризо. (en:Brizo)[3] Богиня сна и толкования сновидений на Делосе[4]. Также имя пророчицы.
- Гекаэрга. («Далекоразящая» или «Дальновержица»). Героиня на Делосе, дочь Борея, доставила Аполлону дары от аримаспов[5]. Ей приносят жертвы[6]. Ей и Опиде посвятил гимн Меланом из Ким[2]. Служительница Артемиды[7].
- Гипероха. Девушка из страны гипербореев, посланная на Делос[8]. Её могила на Делосе в Артемисии[9].
- Заракс. Первый муж Рео, отчим Ания[10].
- Лаодика. (Лаодика)[11] Девушка из страны гипербореев, посланная на Делос[8]. Её могила на Делосе в Артемисии[9].
- Локсо. Дочь Борея, доставила от аримаспов дары на Делос Аполлону[5]. Служительница Артемиды[12].
- Опида
- Рео
- Спермо. См. Энотрофы.
- Фасий. (Фас.) Сын Ания. На Делосе его сожрали собаки, поэтому на Делосе нет собак[13].
- Элаида. См. Энотрофы.
- Эно. См. Энотрофы.
- Энотрофы

Топонимы:
- Астерия. Древнее название Делоса[14].
- Делос. (Астерия). Остров[15]. Оторвался от Сицилии и свободно плавал по морю[16]. Посейдон отдал его Лето взамен Калаврии[17]. Роговой алтарь на Делосе из правых рогов включали в число семи чудес света[18]. Об очищении Делоса Писистратом и вторично упоминает Фукидид[19].
- Иноп. Река на Делосе. Её нимфы воспели Аполлона при рождении[20]. Нимфа изобрела обряд кружения в пляске вокруг алтаря под ударами розог и кусания ствола маслины[21].
- Кинф. Гора на Делосе[22].
- Пирпела. Название Делоса, ибо на нём первым зажгли огонь[23].

См. также:
- Аконтий и Кидиппа. Встретились на Делосе.
- Аполлон и Артемида. Лето родила их на Делосе.
- Герофила (сивилла). Посетила Делос.
- Главк Морской. По версии, обитает на Делосе.
- Илифия. Помогала при родах Лето.
- Олен. На Делосе сочинил гимны Аполлону.
- Орион. По версии, погиб на Делосе.
- Лавиния. По версии, дочь Ания.
- Порфирион. Гигант, напал на Делос.
- Тесей. Учредил на Делосе состязания в честь Аполлона.
- Эрисихтон (сын Кекропса). Плавал на Делос и воздвиг статую Аполлона.

## Кеос
Персонажи:

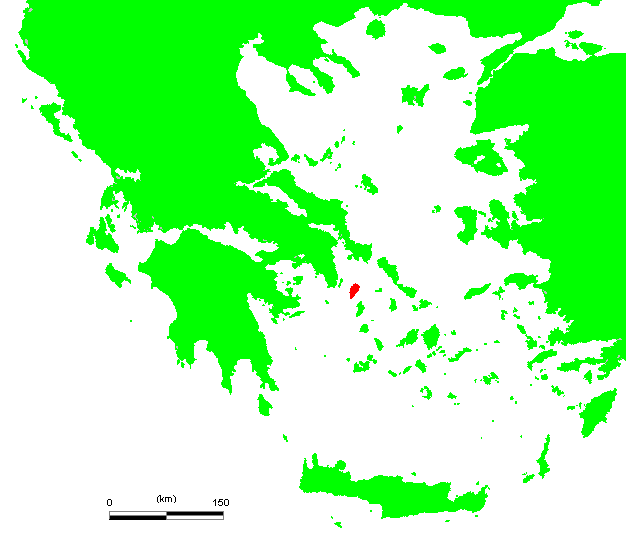

- Акей. Основатель города Поиэссы на Кеосе и храма Харит[24]. См. Евпил (иное толкование)
- Аконтий.
- Алкидамант. Герой из Карфеи на Кеосе, из рода Иулидов. Его дочь Ктесилла превратилась в голубку[25].
- Афрасий. (Афраст.) Основал город Коресу на Кеосе[26].
- Дамон. Царь тельхинов с Кеоса, отец Макело и Дексифеи[27]
- Дексифея.
- Демонакт. С Кеоса, погиб от гнева богов[26].
- Евксантий. (Эвксантий.) Сын Миноса и Дексифеи[28]. Царь Кеоса. Критяне предлагали ему царскую власть, но он отказался[29]. Предок Аконтия[30].
- Евпил. (Эвпил.) Согласно пониманию текста Каллимаха М. Е. Грабарь-Пассек, сын Хрисо, основатель Иулиды и Аки на Кеосе, возвел храм Харит в Поиэссе[31]. Перевод здесь ошибочный, ибо на Кеосе было 4 города: Иулида, Карфея, Пиеесса и Корессия[32]. См. Акей (иное толкование).
- Кеос. Сын Аполлона и Мелии, его именем назван остров[26].
- Ктесилла.
- Макело.
- Мегакл. Основатель Карфеи на Кеосе[26].
- Телхин. С Кеоса, поражен перуном[26].
- Хрисо. Мать Евпила (см.).

Топонимы:
- Брисы. Нимфы на Кеосе[33].
- Гидрисса. Старое название Кеоса.
- Корес. Город на Кеосе, основанный дочерьми (корами) Дамона[27].

См. также:
- Аристей. Оставил потомство на Кеосе.
- Кипарис (мифология). По версии, с Кеоса.
- Нестор. Воздвиг на Кеосе святилище Афины.
- На Кеос бежали из Аттики убийцы Икария.
- На Кеосе временно поселились корикийские нимфы.
- Зевс Икмейский. Его алтарь на Кеосе воздвиг Аристей или Фрикс.

## Кос

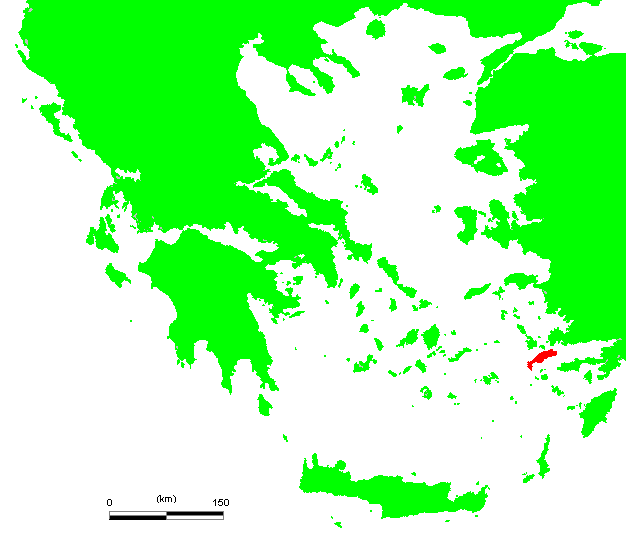

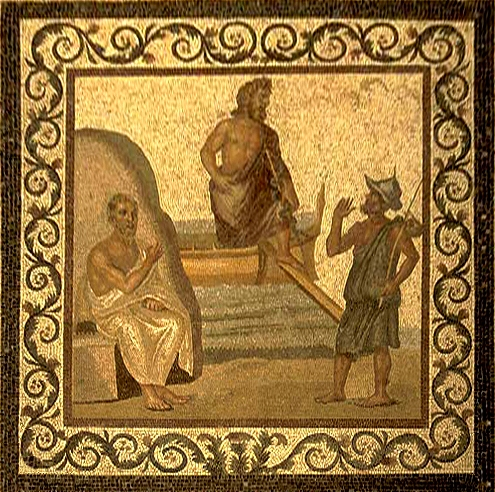
Асклепий в поездке на острове Кос

Царская семья Меропа уничтожена Гермесом, Афиной и Артемидой. Затем царем стал сын Посейдона Еврипил, но был побежден Гераклом. Утвердилось потомство Геракла.

Живших в Низире мужей, населяющих Казос и Крапаф,
Град Эврипилов Коос и народ островов Калиднийских
Два предводили вождя: и Фидипп, и воинственный Антиф,
Оба Фессалом рожденные, царственным сыном Геракла.
Тридцать за ними судов принеслися, красивые строем.
(Гомер. Илиада II 676—680, перевод Н. И. Гнедича)
Персонажи:
- Агрон. Сын Евмела с Коса. Оскорблял богов. Говорил, что не любит светлоокую богиню, так как у его сестер глаза чёрные. Гермес превратил его в ржанку[34].
- Антагор.
- Антиф (сын Фессала).
- Астер. Великан с Коса, с которым сражался Геракл. Геракла спасла Афина, убившая Астера. Афина содрала с великана кожу и облачилась в неё[35].
- Астипалея. См. Самос.
- Бисса. («сова») Дочь Евмела с Коса. Оскорбляла богов и была превращена в сову, птицу Левкофеи[36].
- Евмел (сын Меропа).
- Еврипил (царь Коса).
- Кандал (сын Гелиоса). Один из Гелиадов. Сын Гелиоса и Роды. Удалившись с Родоса после убийства брата, поселился на Косе[37].
- Клития. С Коса. Родила от Еврипила сына Халконта[38].
- Кос. (Ко.) Дочь Меропа, царя Коса, и нимфы Эфимии. Её именем отец назвал остров[39]. Видимо, её упоминает Еврипид как превращенную в лань[40]. Либо дочь Гелиоса, мать Меропа, изготовила свою золотую статую[41] (в рукописи Палефата «мать Пелопа»[42]).
- Мероп (царь Коса).
- Меропида. Дочь Евмела с Коса. Оскорбляла богов, и Афина превратила её в совенка[34].
- Неандр. Вывел колонию с Лесбоса на Кос по приказу Макарея. Стал царем Коса[43].
- Полибот.
- Фессал (сын Геракла).
- Фидипп.
- Халкиопа (дочь Еврипила).
- Халкодонт (сын Еврипила).
- Халкон. (Халконт.) См. Халкодонт.
- Эфимия. Нимфа, жена Меропа, царя Коса. Отказалась почитать Артемиду, и та стала пронзать её стрелами. Персефона унесла её живой в царство мертвых[39].

Топонимы:
- Кос. Остров[44]. Его жители именуются «триопиды»[45].
- Меропийцы. (Меропы.) Жители Коса[46]. Побеждены Гераклом[47].

См. также:
- Асклепий. Научил жителей Коса врачеванию.
- Афродита. Превратила женщин Коса в коров, когда отплыл Геракл.
- Гера. Напустила бурю, и Борей отбросил Геракла к Косу.
- Геракл. Третьему из шести Гераклов приносят жертвы на Косе.
- Кей. Титан, древнейший обитатель Коса.
- Макарей (царь Лесбоса). При нём выведена колония на Кос.
- Местра. Родила на Косе Еврипила от Посейдона.

## Лемнос

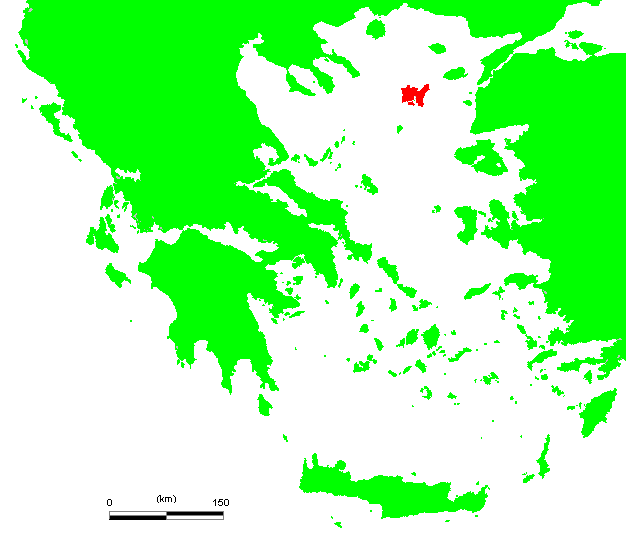

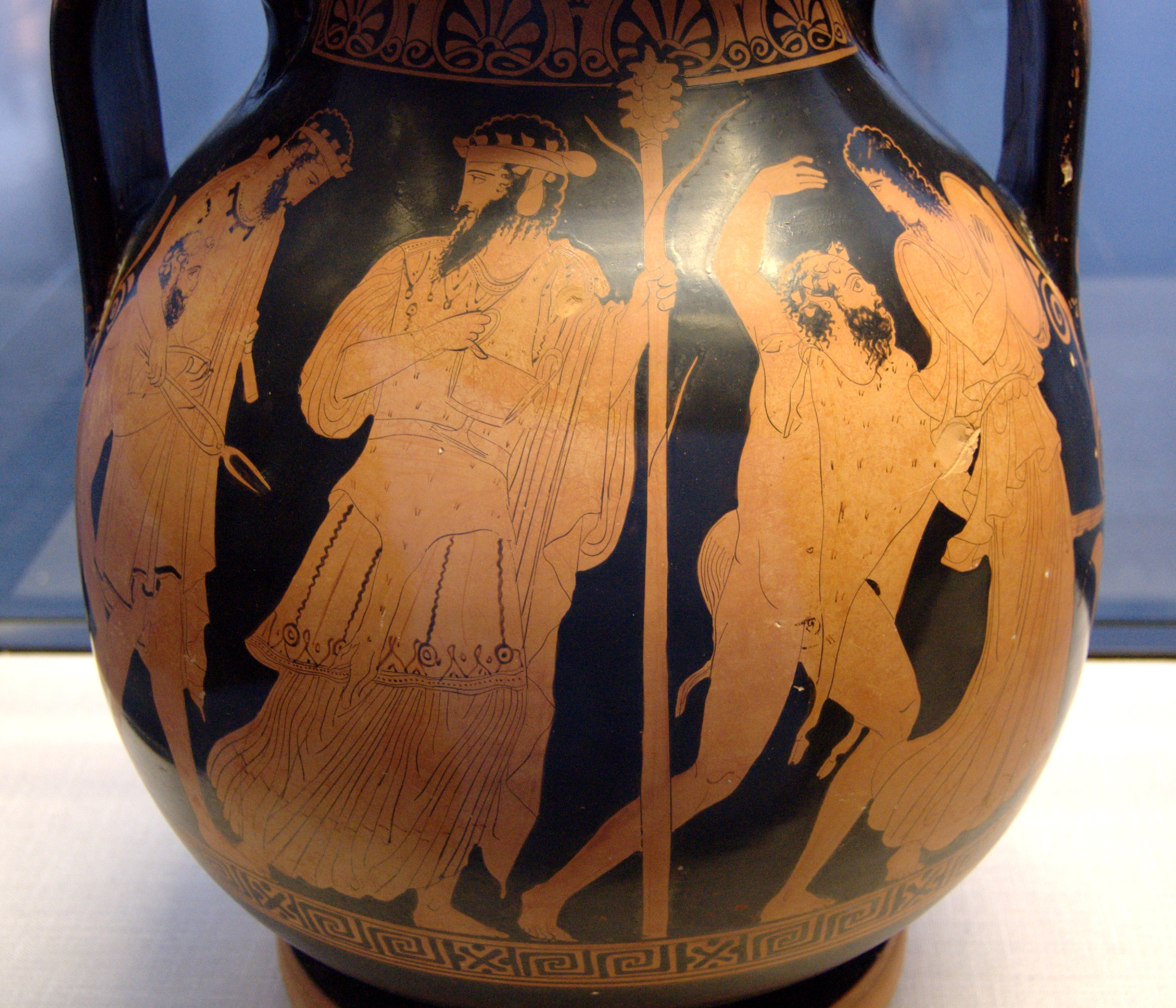
Возвращение Гефеста с Лемноса на Олимп

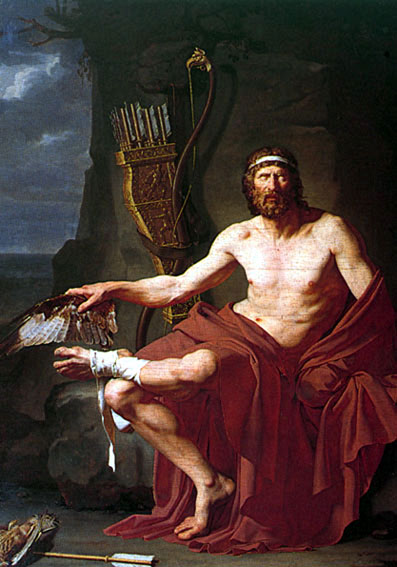
Филоктет, покинутый на Лемносе

Остров. «Лемносский грех» упоминает Эсхил. Миф излагался в трагедии Эсхила «Лемниянки» (фр.123a-b Радт), трагедии Софокла «Лемниянки» (фр.384-388 Радт), комедии Аристофана «Женщины с Лемноса», Антифана и Никохара «Лемниянки». Есть и другое предание, как пеласги, изгнанные из Аттики и поселившиеся на Лемносе, похитили афинских женщин, но затем перебили их, а также рождённых от них детей. Каждый год Лемнос очищали от скверны в течение 9 дней, тушили все огни и привозили новый с Делоса. «Женщины с Лемноса» (ra-mi-ni-ja, лемниянки) упоминаются в микенских текстах.
Наиболее известны культ Гефеста и мотив мужеубийства. Также видна связь с Дионисом и Афродитой.
- Актор. Царь Лемноса[53].
- Алкимаха. (Алкимахейя.) Одна из вакханок с Лемноса, участница индийского похода Диониса[54]. Убита Морреем[55].
- Алкимеда. С Лемноса, убившая своего отца[56].
- Амифаон. Житель Лемноса, его дом посещает Афродита[57].
- Гарпалион. Отец Алкимахи с Лемноса[58].
- Гилас. Житель Лемноса, жених Гипсипилы. Убит своей матерью Мирмидоной[59].
- Гипсипила.
- Горга. Лемниянка, убившая своего мужа Элима[60].
- Деипил. Сын Ясона и Гипсипилы. Победил в беге на Немейских играх[61].
- Долопион. Отец пастуха Ифимаха[53].
- Дриопа. Жительница Лемноса, её облик принимает Афродита, обращаясь с речью к лемниянкам[62].
- Евней (сын Ясона).
- Евринома. Жена Кодра, жительница Лемноса. К ней обращается Афродита в облике Неэры[63].
- Ифимах. Сын Долопиона. Пастух царя Актора, кормивший больного Филоктета[53].
- Ифиноя. Служанка Гипсипилы[64]. Одна из жительниц Лемноса[65].
- Кедалион.
- Кидим. Лемносец, убитый своей матерью[66].
- Кидон. Житель Лемноса, убитый своей женой[67].
- Кодр. Житель Лемноса[68].
- Креней. Житель Лемноса, молочный брат Гипсипилы[69].
- Ламаха. Лемниянка, родила от аргонавта Евфема Левкофану[70].
- Левкофана. Дочь Евфема и Ламахи, её потомок Самос и род Бакхиадов[70].
- Ликаста. Лемниянка, сестра Кидима. Кормилица Гипсипилы[66].
- Мирина. (en:Myrina (mythology)) Жена Фоанта, её именем назван город Мирина на Лемносе[71].
- Мирмидона. Лемниянка, убившая Гиласа[59].
- Неброфон. Сын Ясона и Гипсипилы[72].
- Неэра. Жительница Лемноса, её облик принимает Афродита[73].
- Олений. Житель Лемноса, его дом посещает Афродита[57].
- Пилий. По Птолемею Гефестиону, сын Гефеста, исцеливший Филоктета на Лемносе[74].
- Поликсо. Кормилица Гипсипилы[75]. Жрица Аполлона[76]. Пожилая жительница Лемноса[77]. Призвала лемниянок перебить мужей[78].
- Фоант (царь Лемноса).
- Фоант (сын Ясона). Сын Ясона и Гипсипилы. Участник Немейских игр в гонках колесниц[79]. Действующее лицо трагедии Еврипида «Гипсипила».
- Хароп. Лемносец, муж Поликсо[80].
- Элим. Житель Лемноса, убитый своей женой Горгой[81].
- Эпопей. С Лемноса. Убит своей матерью[82].

Топонимы:
- Мирина. Название Лемноса[83].
- Мосихл. Гора на Лемносе. Связана с Гефестом.
- Синты. (Синтии.) Древние жители Лемноса[84]. Согласно Филохору, это пеласги[85].
- Эфалия. Название Лемноса[86].

См. также:
- Аргонавты. Посетили Лемнос.
- Гефест. Упал с неба на Лемнос.
- Кабиры. По некоторым, родились на Лемносе.
- Ликаон (сын Приама). Продан на Лемносе в рабство.
- Лемнийские нимфы. Медея приносила им жертвы в Коринфе.
- Мимант. Гигант, от него произошли змеи на Лемносе.
- Тиррены с Лемноса (они же минии, потомки аргонавтов). Похитили статую Артемиды. Затем переселились в Лаконику, позже на Крит.
- Фетида. Помогла Гефесту на Лемносе.
- Филоктет. Оставлен на Лемносе.
- Филоном. Из Амикл, плавал на Лемнос.

## Лесбос

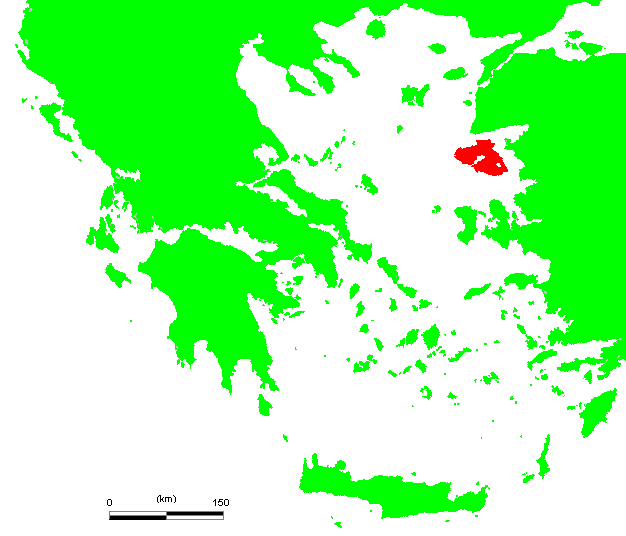

Мифы достаточно нетипичны, мало чудесных элементов, многие близки к легендам. Есть указание на несколько колонизационных волн.
Персонажи:
- Агамеда. (en:Agamede) Дочь Макарии, которую звали Пиррой. Её именем назван источник у Пирры на Лесбосе[87].
- Априата. Девушка с Лесбоса. В неё влюбился царь Трамбел и пытался овладеть ей, она сопротивлялась, и он бросил её в море (либо она сама бросилась в море), и утонула[88].
- Геликаон. Брат Гипсипила из Мефимны (Лесбос)[89].
- Гикетаон. (en:Hicetaon) Сын Мефимны, лесбосский герой. Убит Ахиллом при завоевании Лесбоса[90].
- Гипсипил. Герой из Мефимны, брат Геликаона. Убит Ахиллом при завоевании Лесбоса[89].
- Грас. (Гра.) Сын Эхела (Архелая), правнук Ореста. Поселился в Эолиде при помощи лакедемонян[91]. Проник до реки Граника и захватил Лесбос, переправив туда своё войско[92].
- Диомеда (дочь Форбанта). Пленница Ахилла[93]. Дочь Форбанта с Лесбоса. Изображена на картине Полигнота в Дельфах[94].
- Исса. Дочь Макарея. Аполлон превратился в пастуха и соблазнил её[95]. Либо родила от Гермеса сына Прилида[96].
- Ксанф (сын Триопа).
- Лампет. Герой из Мефимны, убит Ахиллом при завоевании Лесбоса[97].
- Левк. Певец с Лесбоса в войске Диониса[98].
- Лепетимн. Герой из Мефимны, убит Ахиллом при завоевании Лесбоса[99]. Его именем названа гора на Лесбосе.
- Лесбос. Сын Лапифа. Повинуясь дельфийскому оракулу, отправился с переселенцами на остров, женился на Мефимне и назвал остров своим именем[100].
- Макарей (царь Лесбоса).
- Макария. Жительница Лесбоса, она же Пирра. Мать Агамеды[87].
- Мегакло. Согласно Мирсилу Лесбосскому, дочь Макарея с Лесбоса, который ссорился с женой. Мегакло купила девять служанок из Мисии и назвала их Мойсами, научила их петь и играть на кифаре, и они успокаивали гнев отца, за это Мегакло посвятила богам их статуи[101].
- Метас. Согласно Гелланику, тиррен, основал город Метаон на Лесбосе[102].
- Мефимна. (Метимна). Дочь Макарея, жена Лесбоса. Её именем назван город[103].
- Митилена. Дочь Макарея. Её именем назван город[103]. Возможно, её имя от одного из названий мидий (митил)[104].
- Никтимена.
- Пенфил.
- Пирра. (Пирра) Она же Макария, её именем назван город на Лесбосе[87].
- Писидика. (en:Pisidice) Дочь царя Мефимны. Влюбилась в Ахилла, осаждавшего город, и предала город, открыв ворота. Ахилл приказал воинам побить её камнями. Об этом рассказано в поэме «Основание Лесбоса»[105] (возможно, написана Аполлонием Родосским).
- Прилид. (Прилис.) С Лесбоса. Упомянут Семонидом[106]. Сын Гермеса и Иссы, предсказал взятие Трои с помощью деревянного коня[107]. Под этим именем известен прорицатель, сын Гермеса[108].
- Сминфий. Один из восьми царей Лесбоса. По оракулу и жребию его дочь принесли в жертву Нереидам и Амфитрите, по молве, её спас её возлюбленный Энал[109].
- Трамбел.
- Филомелид. Силач с Лесбоса, побежденный Одиссеем[110]. По византийским комментаторам «Одиссеи», царь Лесбоса, принуждавший путников вступать с ним в состязание в борьбе[111].
- Форбант.[112] С Лесбоса, отец Диомеды[93].
- Энал.
- Эпопей. (en:Epopeus)[113] Царь Лесбоса. Полюбил свою дочь Никтимену и возлег с ней[114].
- Эхелай. (Эхел или Архелай.) Один из восьми царей Лесбоса[109]. Сын Пенфила, внук Ореста. Его сына звали Грас[91].

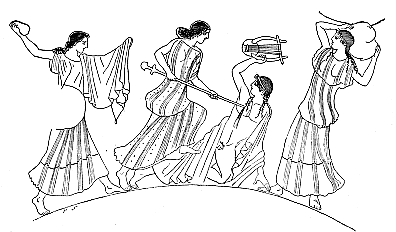
Вакханки, убивающие Орфея

Топонимы:
- Исса. Прежнее название Лесбоса[115].
- Лесбос. Остров[116]. Название «Лацпас» встречается в хеттских текстах[117]. По словам Досида, на Лесбосе в жертву Дионису приносят людей[118].
- Митилена. По Дионисию Скитобрахиону, город, основанный амазонками[119].

См. также:
- Кидролай. См. Самос.
- Орфей. Его голова и лира выброшены на Лесбос.
- Паламед. Похоронен у Мефимны (Лесбос).
- Пилей (сын Лефа). Ему были подвластны лесбийцы.
- Эномай. Некоторые помещают его на Лесбос.

## Наксос

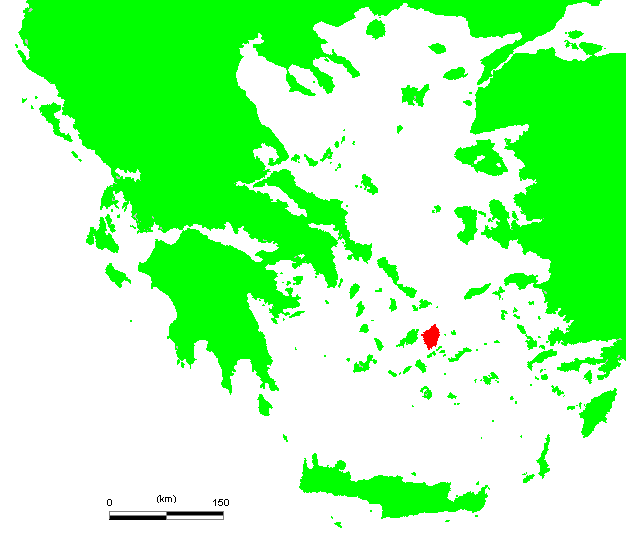

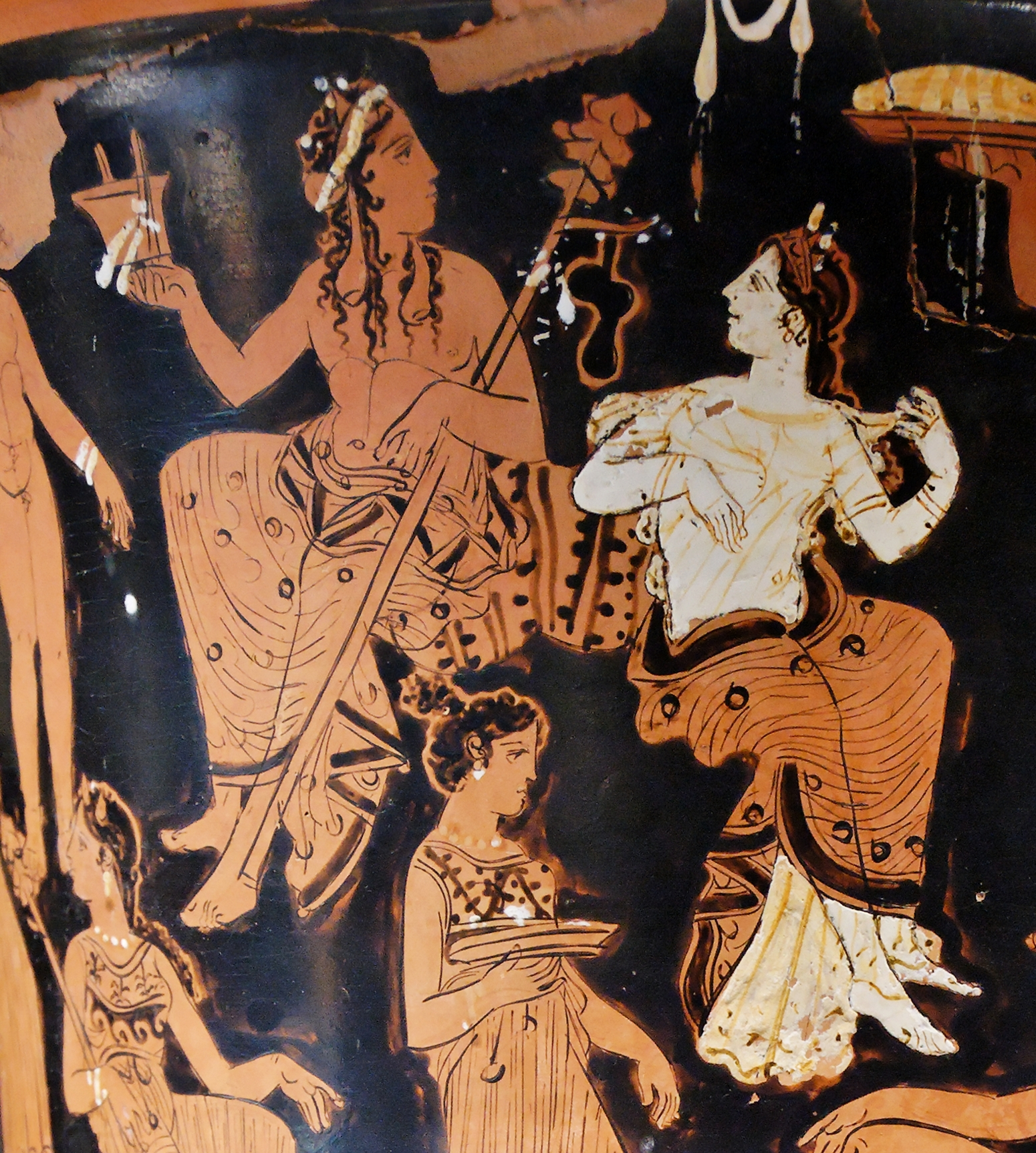
Дионис и Ариадна

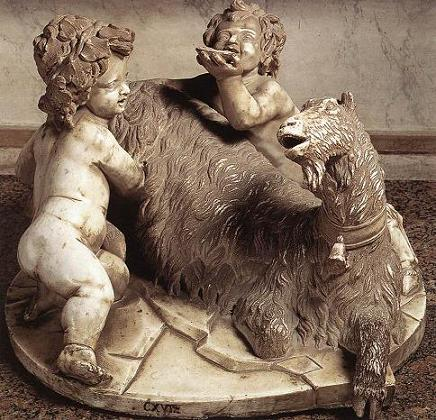
Коза Амалфея с младенцем-Зевсом

Центральный персонаж мифов — Дионис. Примечательно, что миф о двух братьях-соперниках, погубивших друг друга из-за женщины, на Наксосе варьируется трижды (От и Эфиальт, Гекетор и Сикел, Скеллид и Агассамен).
Персонажи:
- Агассамен.
- Бут (сын Борея).
- Гекетор. Предводитель фракийцев на Наксосе. Поспорил из-за Панкратиды с Сикелом, они убили друг друга[120]. Отец Скеллида и Агассамена[121].
- Кидиппа.
- Клида. (Клейда.) Нимфа с Наксоса, воспитывала Диониса[122]. Вакханка, терзала Ликурга[123].
- Коркина. Кормилица Ариадны, прибыла с ней на Наксос, где показывали её могилу[124].
- Коронида (с Наксоса).
- Левкипп (сын Наксоса). Царь Наксоса. Сын Наксоса, отец Смердия[125].
- Наксос. Сын Полемона. Царь карийцев, заселил Наксос, прибыв из Латмии, дал острову своё имя вместо прежнего названия Дия. Отец Левкиппа[125]. По другой версии, сын Аполлона и Акакаллиды[126].
- Онар. Жрец Диониса. С ним на Наксосе разделила ложе Ариадна[124].
- Панкратида.
- Промет.
- Сикел. Предводитель фракийцев на Наксосе. Поспорил из-за Панкратиды с Гекетором, они убили друг друга[120].
- Скеллид. Сын Гекетора, фракиец с Наксоса, брат Агассамена. Взял в плен с братом Ифимеду и её дочь Панкрато из Фессалии. Они с братом влюбились в Панкрато и убили друг друга[127].
- Смердий. Сын Левкиппа, царь Наксоса. При нём на остров с Крита прибыли Тесей и Ариадна[128].
- Стафил.
- Филия. Нимфа с Наксоса, воспитывала Диониса[122].
- Хрисофемида. Жена Стафила, мать Молпадии, Рео и Парфенос[129].

Топонимы:
- Дия. (en:Dia (mythology)) Остров, где Тесей оставил Ариадну[130]. См. Наксос.
- Наксос. Остров[131]. На нём грот, посвященный Дионису[132].
- Силен. Река на Наксосе[30].

См. также:
- Алоады. Погибли на Наксосе.
- Ариадна. Похищена Дионисом на Наксосе.
- Главк Морской. Влюбился в Ариадну на Наксосе.
- Дионис. По версии, родился на Наксосе. Либо просил тирренских моряков отвезти его на Наксос.
- Зевс. По версии, воспитывался на Наксосе.
- Ифимедея. Похищена фракийцами и увезена на Наксос.
- Нелей (сын Кодра). Оставил часть колонистов на Наксосе.
- Посейдон. Тягался с Дионисом за Наксос, но проиграл.
- Промедонт. Исторический персонаж.

## Парос

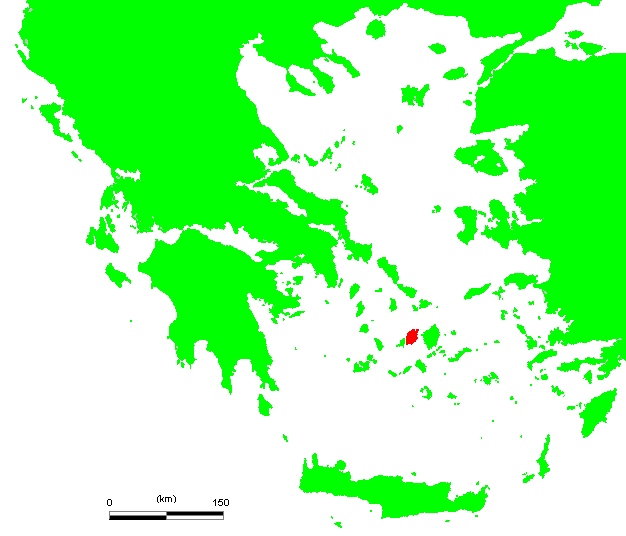

Сюжеты небогаты, указывают на связь с Критом и подчинение острова Гераклом.
- Парос. Остров[133]. О жертвоприношении Миноса на Паросе см. Каллимах, кн. 1 «Причин». Остров назывался Миноя[134].

Персонажи:
- Алкей (сын Андрогея). Сын Андрогея. Радаманф сделал его царем Пароса[135]. Геракл взял его с собой с Пароса. Предоставил ему для заселения Фасос[136].
- Евримедонт (сын Миноса). Сын Миноса и Парейи. Жил на Паросе[137]. Сыновья Миноса на Паросе убили двух спутников Геракла, Геракл одних перебил, других стал осаждать, и взял вместо них двух внуков Миноса — Алкея и Сфенела[136].
- Клеобоя. Принесла с Пароса на Фасос обряд тайного служения Деметре. Изображена на картине Полигнота в Дельфах сидящей в лодке Харона, рядом с ней Теллид, дед Архилоха[138].
- Мелисс. Паросский царь, у которого было 60 дочерей, посвященных в мистерии Персефоны, поэтому жрицы на празднестве Фесмофорий назывались «мелиссы» — пчелы[139].
- Нефалион. (en:Nephalion) Сын Миноса и Парейи. Жил на Паросе[137].
- Парейя. Нимфа. Родила Миносу 4 сыновей[140].
- Сфенел (сын Андрогея)[141]. Сын Андрогея, внук Миноса. Геракл взял его с собой с Пароса. Предоставил ему для заселения Фасос, покорив живших там фракийцев[136].
- Филолай.[142] Сын Миноса и Парейи. Жил на Паросе[137]. Убит Гераклом (Любкер).
- Хрис (сын Миноса). Сын Миноса и Парейи. Жил на Паросе[137].

## Родос

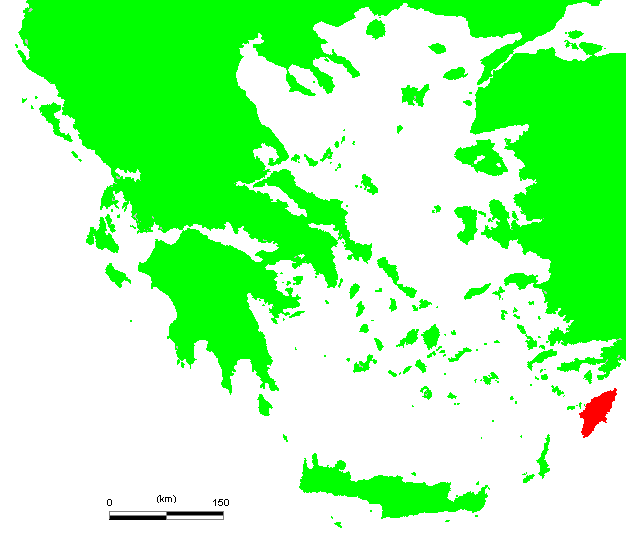

Из мифов следует, что переселенцы прибывали на Родос в основном из Арголиды, Фессалии и Крита. Наиболее значима роль Посейдона и Гелиоса. Оба этих бога считались родившимися на Родосе. Культ Гелиоса больше, чем где-либо в Греции.
Боги:
- Аполлон. Менее значим, но присутствует. Убивает тельхинов.
- Гермес. Заметен. По версии, отец Роды. Влюбляется в Апемосину.
- Зевс. С ним связан Атабирий. Гималия рожает ему трех сыновей, но они не создают династию.
- Геракл. К нему возводили род аристократы.
- Афродита. По версии, мать Роды.
- Афина. Важный культ.

Присутствует также культ Афины и Артемиды. Дионис и Гера отсутствуют.

Но Тлиполем Гераклид, как отец, и огромный и мощный,
Гордых родосцев, извел в девяти кораблях из Родоса,
Кои в родосской земле, разделенные на три колена,
Линд, Иялис и Камир белокаменный вкруг населяли:
(Гомер. Илиада II 654—657, перевод Н. И. Гнедича)
Персонажи:
- Авгес. «Сияющий». Сын Гелиоса, с Родоса, изгнал с Родоса тельхинов[143].
- Аканфо. (Аканто.) Нимфа с Родоса, родила там героя Гелиоса[144].
- Актин.
- Алфемен.
- Амфиала. С Родоса. Жена Лерна, сын Клеодор[145].
- Апемосина.
- Архедика. Дочь Даная, умершая на Родосе, основав святилище Афины Линдии[146].
- Атабирий. Согласно Евгемеру, царь и союзник Зевса[147].
- Бут (царь Родоса).[148] Ушел в изгнание из Аргоса вместе с Тлеполемом. Тлеполем, отправляясь под Трою, передал ему царскую власть[149].
- Галия.
- Гегетория.
- Гелика (дочь Даная). Дочь Даная, умершая на Родосе, основав святилище Афины Линдии[150]. См. также Данаиды.
- Гималия.
- Дамнаменей. Тельхин, участник индийского похода Диониса[151].
- Дотида. Жена Иалиса, мать Симы[152].
- Иалис. (Ялис./Иелис.)[153] Сын Керкафа и Кидиппы, эпоним основанного им города[154]. Старший из братьев[155]. Жена Дотида, дочь Сима[152].
- Иалиса. (Ялиса.) (en:Ialysa) По версии, дочь Даная, умершая на Родосе, чьим именем назван город[156].
- Камир. Сын Керкафа и Кидиппы. Эпоним основанного им города[157].
- Камира. (en:Kamira) По версии, дочь Даная, умершая на Родосе, чьим именем назван город[156].
- Кандал. См. раздел Кос.
- Кафира. Дочь Океана. Вместе с тельхинами воспитала Посейдона на Родосе[158].
- Керкаф.
- Кидиппа.
- Кирбия. Прозвище Кидиппы, дочери Охима. По местности Кирбе, затопленной наводнением[154].
- Кит. (не Кет.) Сын Зевса и Гималии. С Родоса[159].
- Клеодор. Сын Лерна и Амфиалы с Родоса. Участник Троянской войны. Убит Парисом[145].
- Кретин. Эпоним гавани Кретиния на Родосе[160].
- Кроний. Сын Зевса и Гималии. С Родоса[159].
- Левкипп (родосец). (en:Leucippus (mythology)) Вывел колонию с Лесбоса на Родос по приказу Макарея. Жители Родоса с радостью приняли переселенцев[43].
- Левкофея. См. Галия.
- Лерн. С Родоса. Жена Амфиала, сын Клеодор[145].
- Лик (тельхин).
- Линд. Сын Керкафа и Кидиппы. Эпоним основанного им города[157].
- Линда. По версии, дочь Даная, умершая на Родосе, чьим именем назван город[156].
- Макарей (царь Лесбоса). См. Лесбос.
- Окридион.
- Охим.
- Парфения (дочь Триопа). Дочь Триопа, сестра Форбанта, вместе с ним поселилась в Иалисе[161].
- Периерг. Сын Триопа, брат Форбанта. Поссорился с братом и проклял его, отчего острова стали называться Ареи (клятвенные), поселился в Камирской области (Родос)[162].
- Поликсо.
- Род. Потомок Гелиоса[144].
- Рода.
- Скельмис. Тельхин. Сын Посейдона[163] и его возничий. Участник индийского похода[151]. Состязался на колесницах в играх по Офельту[164]. См. Келмий.
- Спартей. Сын Зевса и Гималии. С Родоса[159].
- Тамний. Родосец. Оказал гостеприимство Форбанту и Парфении[165].
- Тенаг. (Тенаг) Сын Гелиоса и Роды. Согласно Диодору, был особо одарен в астрологии, более, чем его братья Гелиады, и был убит братьями из зависти[166].
- Тлеполем.
- Триоп (сын Гелиоса).
- Форбант (сын Триопа).
- Фринак. (Тринакс.) Сын Гелиоса, с Родоса[143].
- Электриона. (Elektryo; Alectrona) Дочь Гелиоса и Роды. Умерла девушкой, её почитают родосцы как героиню[167].

А также:
- Тельхины.
- Тельхинии. Нимфы, их статуи в Иалисе[168].

Топонимы:
- Атабирий. Гора на Родосе[169].
- В Библии упоминается Доданим, сын Иавана (Быт. 10, 4). В самаритянском тексте и Септуагинте в этом месте Роданим, то есть родосцы. По другой конъектуре, нужно исправить Дораним, то есть дорийцы[170].
- Критиния. (Кретиния.) Местность на Родосе[169].
- Линд. Город. Там был древний культ Афины Линдии[156], в храме Афины Линдии золотыми буквами был записан текст VII олимпийской песни Пиндара[171]. Известен рассказ, что линдская дева оскорбила угощавшегося Геракла, и низверглась со скал[172]. По другому рассказу[173] Геракл попросил у линдского пахаря пищи для своего юного сына Гилла, тот отказал, но Геракл заколол быка и пообедал. Все это время пахарь продолжал ругаться. Геракл сделал его своим жрецом и воздвиг алтарь, на котором приносят в жертву двух молодых бычков. Это было в гавани Термидрах[174].
- Офиусса. Древнее название Родоса. Ставят в ряд таких названий островов, как Фойникусса, Пифекусса, Мелусса, Кромиусса, Питеусса, Котинусса, Калафусса, Аигуссай, Лопадусса и др.[175].
- Родос. Остров[176]. Согласно храмовой хронике Афины Линдии, три филы: Автохтоны, Тельхины, Алиады (Гелиады?). Также родовые филы: Эрастиды, Алфемениды, Аргеи. Известны демы: Бибассии, Евфениты[177].
- Родосцы. Жители[178].
- Термидры. Гавань линдийцев. Там Геракл принес в жертву богам быка[174].

См. также:
- Алфемен (сын Кисса). См. Алфемен.
- Асфалий. Эпитет Посейдона.
- Афина. Когда она родилась, на Родосе пролился золотой дождь.
- Афродита. Родила от Гермеса Роду (версия).
- Данай. Воздвиг статую Афины Линдии. Здесь умерли три его дочери.
- Елена. Родосская версия её смерти.
- Ифигения. Оставила на Родосе изображение Артемиды.
- Кадм. Посетил Родос и принес жертву Афине Линдии.
- Кандал. Поселился на Косе.
- Катрей. Погиб на Родосе.
- Корибанты. По родосцам, дети Афины и Гелиоса.
- Посейдон. Воспитан на Родосе, судился за него с Гелиосом.
- Филоктет. Союзник поселенцев из Линда в Италии.

## Самос

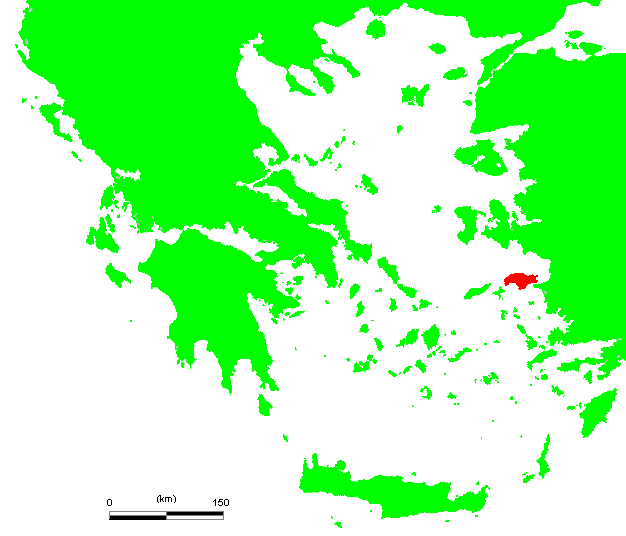

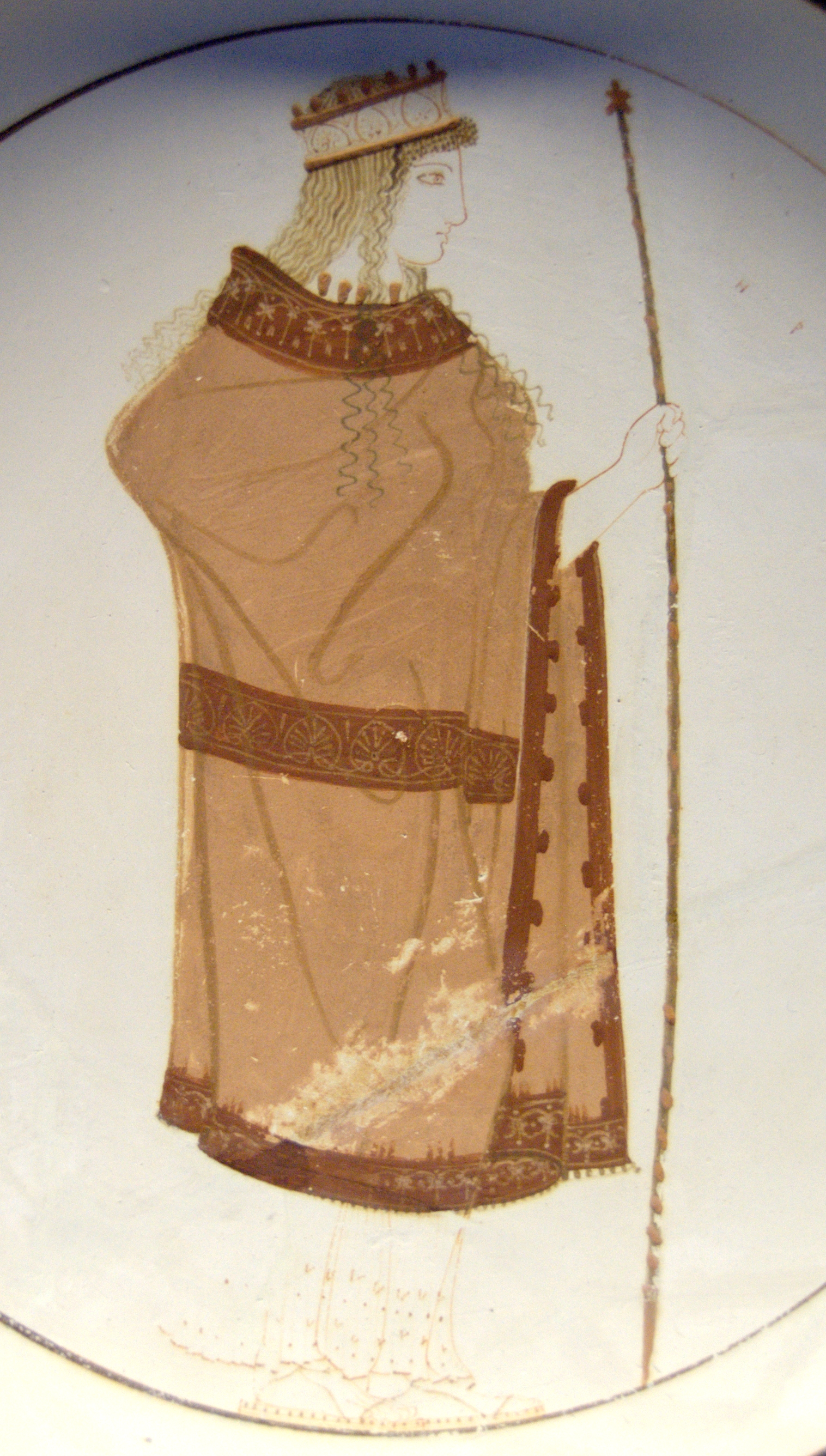
Гера. Роспись белофонного сосуда

Самос — крупнейший центр культа Геры, которая родилась там. Также велика роль Посейдона. Присутствует и Аполлон. У Гомера ни разу не упоминается (в «Илиаде» XIII 12, XXIV 78, 753 Самосом именуется Самофракия, а в «Илиаде» II 634 и «Одиссее» XV 367 — Кефалления).
- Анкей (сын Посейдона).
- Астипалея.
- Галиферс (Алиферс) (Галиферс). Сын царя лелегов Анкея и Самии[179].
- Имбрас. Бог реки на Самосе. Хисия родила ему дочь Окирою[180].
- Кидролай. Сын Макарея. Вывел колонию с Лесбоса на Самос и стал царем[43].
- Ксанф. С Самоса. В него влюбилась Алкиноя и бросила ради него мужа и детей, но затем раскаялась и бросилась в море[181].
- Леогор. Сын Прокла. Царь Самоса. Андрокл и эфесцы пошли на него походом и изгнали самосцев с острова. Часть их поселилась на Дардании, которую стали называть Самофракия; другие же с Леогором укрепили Анею, спустя 10 лет вновь отвоевали Самос, изгнав с него эфесцев[182].
- Неиды. Гиганты, их кости показывали на Самосе[183].
- Окироя.
- Парфенопа. Дочь Анкея. См. Скирос.
- Перилай. Сын царя лелегов Анкея и Самии[179].
- Помпил. Рыбак, помог девушке Окирое, спасавшейся от Аполлона, за что бог превратил его в рыбу[180], а корабль — в скалу[184]. Рыбу упоминает Эринна.
- Прокл (сын Питирея).
- Самия. Дочь Меандра, жена Анкея[185].
- Самос. Сын царя лелегов Анкея и Самии[179].
- Скелмий. Скульптор, изготовивший древнейший столб Геры на Самосе[186].
- Тембрион. Прибыл на Самос во время ионийского переселения[187].
- Хисия. Родила Имбрасу дочь Окирою[180].
- Энуд. Сын царя лелегов Анкея и Самии[179].

Топонимы:
- Ампел. Гора на Самосе[188].
- Парфения. Древнее название Самоса[189]. Ибо там росла Гера и там вышла за Зевса замуж[190].
- Самос. Остров Самос назван в честь местного героя или переселенца с Итаки или Кефаллении[191]. Остров также называли Имбрас, Парфения, Дриусса, Амфиусса и Меламфил[192]. Самосцы, по словам Евфориона, поклоняются овце[193].

См. также:
- Амазонки. Пытались бежать от Диониса на Самос.
- Андрокл (сын Кодра). Захватил Самос.
- Аргонавты. Основали храм Геры на Самосе (версия).
- Гера. Родилась на Самосе.
- Герофила (сивилла). Жила на Самосе.
- Гиппас (из Флиунта). Бежал на Самос из Флиунта.
- Энопион. Энопы — одна из дополнительных фил на Самосе.

## Самофракия

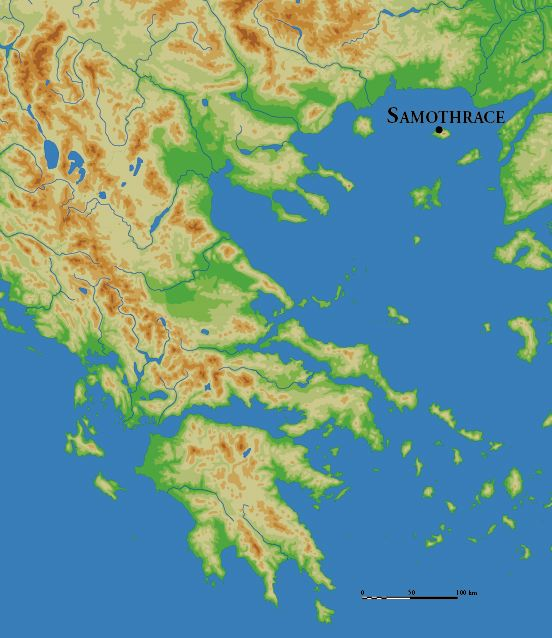

В основном сюжеты связаны с Самофракийскими мистериями (см. Кабиры). Известна была тесная связь их с Троей.
Персонажи:
- Иасион.
- Илифий.[194] По некоей версии, отец Иасиона[195].
- Огир. (Огирос.) Полководец с Самофракии, участник индийского похода[196].
- Рена. Родила Саона от Гермеса (по версии)[197]. Нимфа Килленида[198].
- Ретия. По Ферекиду, от Аполлона и Ретии произошли 9 кирбантов, которые обитали на Самофракии[199].
- Самон. См. Саон.
- Саон.
- Фиот. (Thyotes.) Жрец, встречает аргонавтов на Самофракии[200].
- Эмафион. (Эматий.) (en:Emathion) Сын Зевса и Электры, царь Самофракии[201]. Послал войско Дионису[202].
- Ээтион. Сын Зевса и Электры. Взошёл на ложе к Деметре, но Зевс перуном убил его[203]. См. Иасион.

Топонимы:
- Мелита. (en:Melite) Прежнее название Самофракии[204].
- Самофрака[205]. Остров, ранее назывался Самосом, а также Саоннесом[206].
- Саийцы. Жили на Самофракии до фракийцев. Их упоминает Архилох[207].
- Саос. Название Самофракии[208]. Или Саоннес[209]. От племени саийцев.

См. также:
- Гармония. Родилась на Самофракии.
- Дактили. Учителя Орфея на Самофракии.
- Дардан. Родился на Самофракии, переселился в Троаду.
- Кабиры. Самофракийские божества отождествляются с ними.
- Кей. Титул самофракийского жреца.
- Часть самосцев поселилась на Самофракии. См. Леогор.
- Электра (плеяда). Жила на Самофракии.
- Эней. О Самофракийских богах.

## Сима
Небольшой островок у побережья Карии.

Вслед их Нирей устремлялся с тремя кораблями из Сима,
Юный Нирей, от Харопа царя и Аглаи рожденный;
Оный Нирей, что с сынами данаев пришел к Илиону,
Смертный, прекраснейший всех, после дивного мужа Пелида;
Но не мужествен был он, и малую вывел дружину.
(Гомер. Илиада II 671—675, перевод Н. И. Гнедича)
Персонажи:
- Аглая. Нимфа, мать Нирея[210].
- Евримах. (Эвримах.) С Симы. Спутник Нирея. Участник Троянской войны. Убит Полидамантом[211].
- Клеон. С Симы. Спутник Нирея, участник Троянской войны. Убит Полидамантом[211].
- Ксуф. (Ксуф) Предводитель группы поселенцев, заселивших Симу. Навс дал им гражданские права[212].
- Навс. Жил на рубеже 12-11 вв. до н. э. Участвовал в основании поселения вместе с Гиппотом (правнуком Геракла), поселился на необитаемой тогда Симе[212].
- Нирей.
- Сима. Дочь Иалиса и Дотиды, жена Главка морского, её именем назван остров[152]. Родила от Посейдона Хтония. Её именем назван остров Сима[213].
- Хароп. Отец Нирея[214].
- Хтоний. Сын Посейдона и Симы. Стал первым царем острова Симы[213].

Топонимы:
- Симейцы. Жители. Их вождь Нирей[178].

См. также:
- Гиппот (сын Филанта). Участвовал в основании колонии на Симе.
- Главк Морской. Похитил Симу и отплыл в Азию.
- Триоп (сын Форбанта). Его спутники во главе с Хтонием заселили Симу.

## Скирос

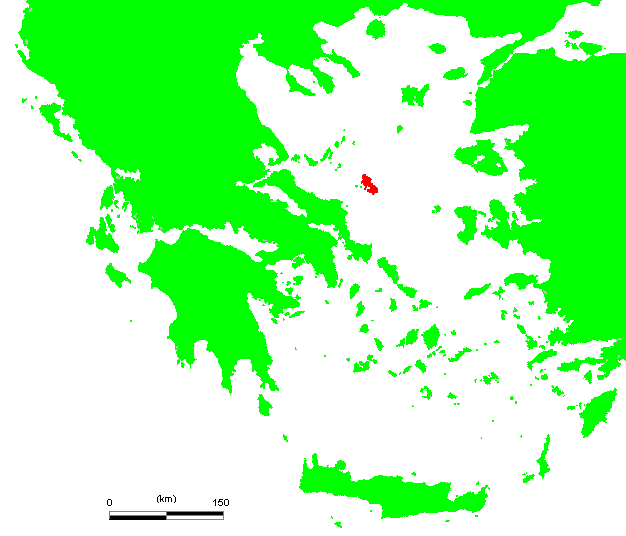

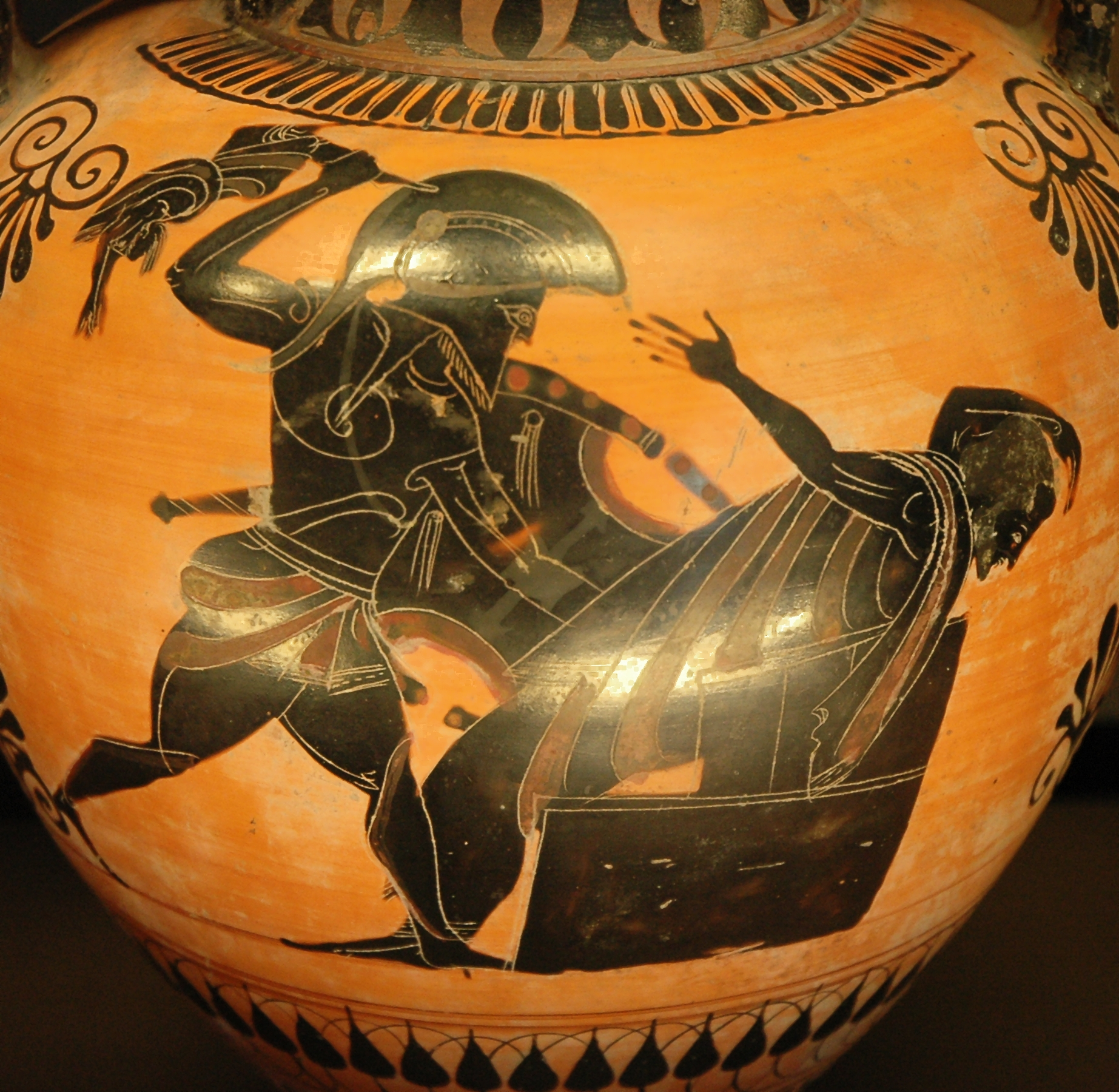
Неоптолем, убивающий Приама

Согласно «Илиаде» (IX 667), Ахилл разрушает Скирос и обращает жителей в рабство. Однако во всей последующей традиции, начиная со Стасина, царь Скироса выступает как союзник ахейцев.
Персонажи:
- Абант. Страж башни на Скиросе. Встретил Одиссея и Диомеда[215].
- Агирт. Трубач со Скироса[216].
- Деидамия.
- Исса. По версии Птолемея Гефестиона, так звали Ахилла среди девушек[217].
- Ифиса. (Ифис.) Из разрушенного Ахиллом Скироса, наложница Патрокла[218]. Изображена на картине Полигнота в Дельфах рядом с Брисеидой[94].
- Керкисера. По одной из версий Птолемея Гефестиона, так звали Ахилла среди девушек[217].
- Ликомед.
- Нисея. Согласно варианту чтения текста Биона, кормилица Деидамии, которая мешает её встрече с Ахиллом[219].
- Парфенопа. Согласно Асию, дочь царя лелегов Анкея и Самии. Родила от Аполлона Ликомеда[185].
- Пирра. По одной из версий, имя Ахилла среди женщин[220].
- Энией. Царь Скироса, побежденный Ахиллом[218]. Сын Диониса и Ариадны, основатель города Скирос[221]. По другой версии, Радаманф сделал его царем Кирна (в Эгейском море)[222].

Топонимы:
- Скирос. Остров[223]. Жители Скироса составляли хор в несохранившихся трагедиях Софокла, Еврипида и неизвестного автора с одинаковым названием «Скиросцы/Скирийцы/Скириянки» (точный перевод неясен).

См. также:
- Ахилл. Жил на Скиросе.
- Неоптолем. Вырос на Скиросе.
- Тесей. Погиб на Скиросе.

## Тенедос
Персонажи:
- Арсиной. Из Тенедоса. Отец Гекамеды[224].
- Гекамеда. (en:Hecamede)[225]. Дочь Арсиноя из Тенедоса. Рабыня Нестора[226].
- Гемифея (дочь Кикна).
- Писандр. Из Амикл. Участвовал в эолийской колонизации. Привел войско к Тенедосу с Орестом. Его потомки в Беотии породнились с потомками Меланиппа[227].
- Тенес. (Тенн).
- Левкофрия. См. Тенедос.
- Тенедос (Левкофрия). Остров[228]. Туда отплыли ахейцы, выстроив троянского коня[229]. Там святилище Аполлона.

См. также:
- Аристагор из Тенедоса. Исторический персонаж (V в. до н. э.), адресат XI Немейской песни Пиндара. Потомок по отцу Писандра, а по матери — Меланиппа (сына Астака).
- Евмолп (флейтист). Лжесвидетель против Тенна.
- Кикн (сын Посейдона). Плавал к сыну просить прощения.
- Неоптолем. Посетил Тенедос при возвращении.
- Пенфил (сын Ореста). Привел войско к Тенедосу. См. Лесбос.
- Филоктет. Укушен змеей на Тенедосе (версия).

## Хиос

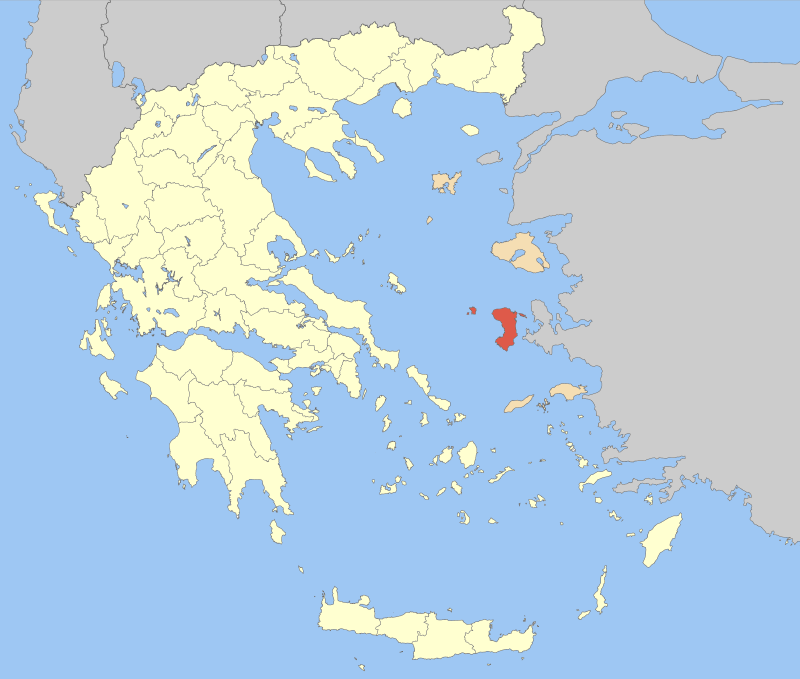

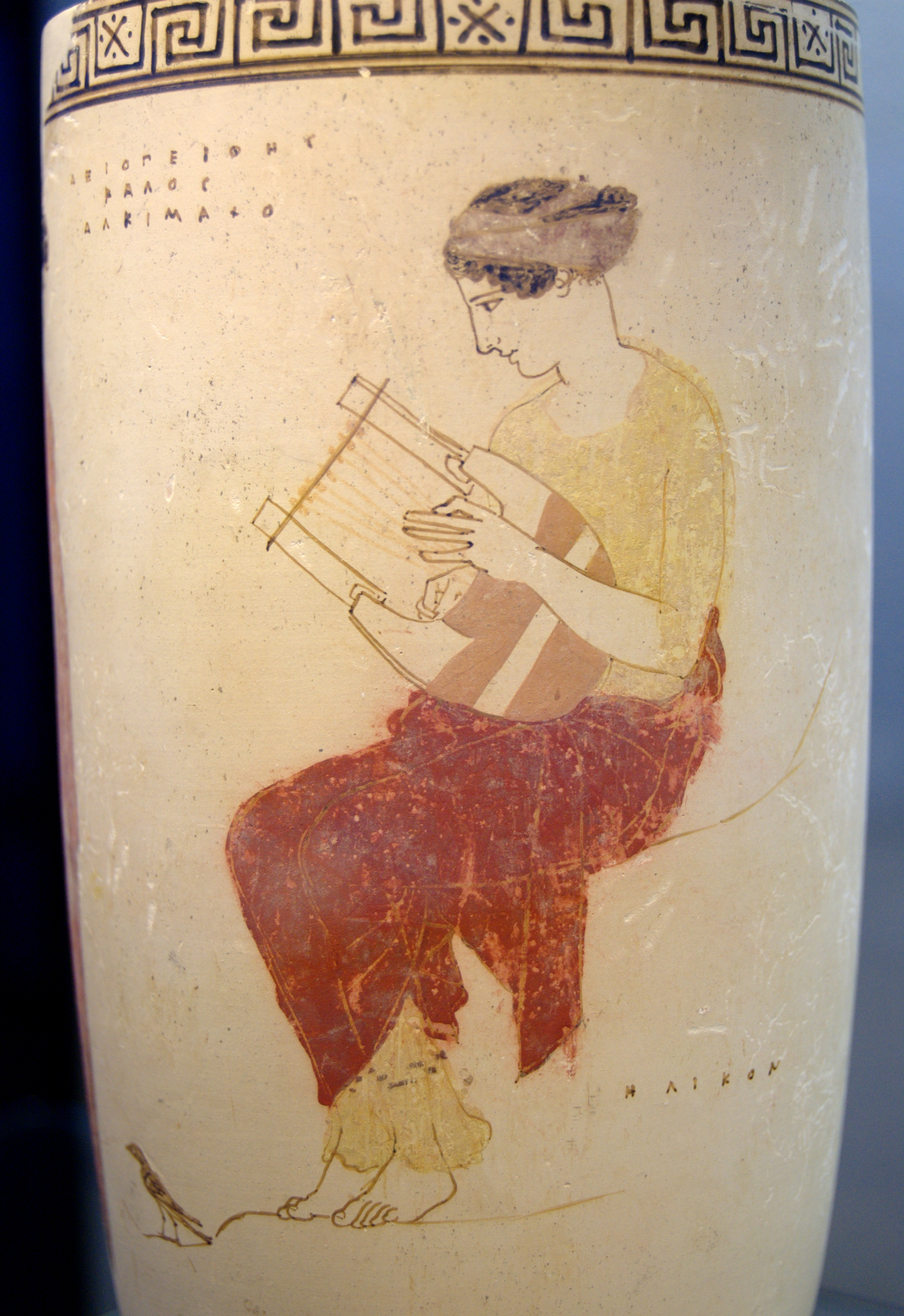
Изображение одной из муз на лекифе Вазописца Ахилла

Впервые на острове появилось потомство Посейдона, но важнейшая мифологическая фигура — Энопион, четко связанный с Дионисом. С Хиосом связан образ Ориона. Цари Амфикл, Политекн, Гектор, Гиппокл уже относятся к полуисторическим персонажам и датируются 8-7 вв. до н. э., хотя традиция не видит разрыва между ними и эпохой Энопиона.
Персонажи:
- Агел. С Хиоса. Сын Посейдона и нимфы[230].
- Амфикл. По вещанию из Дельф прибыл из Гистиеи на Евбее на Хиос. Принял царскую власть после Энопиона и его сыновей. Прадед Гектора (с Хиоса)[231]. Согласно М. Ю. Лаптевой, его нужно отличать от тирана Амфикла (см. ниже)[232].
- Амфикл. Правитель Хиоса, помог Ортигу в захвате власти в Эритрах[233]. Жил в VII веке до н. э.[234].
- Афамант (сын Энопиона). Сын Энопиона. Прибыл на Хиос вместе с отцом[230].
- Аэро. Дочь Энопиона и Гелики, к ней сватался Орион и изнасиловал её[235]. Либо её звали Меропа.
- Гектор (с Хиоса). Правнук Амфикла. Царь Хиоса. Начал войну с жившими на острове абантами и карийцами, перебил или заставил удалиться по договору. Установил совместное принесение жертв с ионянами в Панионийском святилище[236]. Жил, по разным толкованиям, либо в VII в. до н. э.[237], либо в XI—X вв. до н. э.[238]. См. ниже: Эгертий.
- Гелика. (en:Helike (mythology)) Нимфа, жена Энопиона, мать Аэро с Хиоса[239].
- Геро. По версии, дочь Энопиона[240]. Она же Аэро.
- Гиппокл. Из рода Нелея, отец Фобия[241]. Царь Хиоса, во время свадьбы в шутку вскочил на повозку невесты, и его убили друзья жениха. По оракулу виновников убийства выселили в Левконию[242]. Событие датируется 7 в. до н. э.[243]
- Еванф. (Эвантей.) Сын Энопиона. Прибыл на Хиос вместе с отцом[230]. Отец Марона из Исмара[244].
- Мелан (сын Посейдона). С Хиоса. Сын Посейдона и нимфы[230].
- Мелан (сын Энопиона). Сын Энопиона. Прибыл на Хиос вместе с отцом[230].
- Меропа (дочь Энопиона).
- Политекн. Правитель Хиоса, вместе с Амфиклом помог Ортигу в захвате власти в Эритрах[233]. Жил в 7 в. до н. э.[234].
- Салаг. Сын Энопиона. Прибыл на Хиос вместе с отцом[230].
- Тал. (Талос.) Сын Энопиона. Прибыл на Хиос вместе с отцом[230].
- Фионей. (Тионей.) Сын Диониса, отец Фоанта, правил на Хиосе[245]. Возможно, возник в результате ошибки переписчика[246].
- Хиос. (en:Hios) Сын Посейдона и нимфы острова. Согласно трагедии Иона, когда нимфа рожала, выпал снег (хион), и мальчика назвали Хиос[247]. Сводный брат Агела и Мелана.
- Эгертий. Вывел ионийскую колонию на Хиос, приведя с собой смешанное население[248].
- Энопион.

Топонимы:
- Дотий. Равнина на Хиосе[249].
- Хиос. Остров[250]. В языке хиосцев проступают эолийские формы[251]. В табличках из Пилоса упомянуты Kswiaia («рабыни с Хиоса»?)[252].

См. также:
- Басилиды. Аристократический род на Хиосе и в Эрифрах.
- Макарей (царь Лесбоса). При нём выведена колония на Хиос.
- Музы. На Хиосе всех муз называют мнеями.
- Орион. Место действия мифа. По версии, он и родился, и умер на Хиосе.

## Другие острова

### Андрос
- Андрос. Остров[253].
- Андрей. Радаманф сделал его царем Андроса[135].
- Андрос. Сын Ания. От Аполлона получил дар предсказания. Стал царем Андроса[254].
- Терсанонт.[255]. Сын Гелиоса и Левкотои. С Андроса. Аргонавт[256].

### Икария
- Икария (Долиха). Остров[257]. Там похоронен Икар.
- Долиха. Древнее название Икарии[258]. Остров, который любит Артемида[259].
- Фракс. (en:Thrax (mythology)) Сын Ареса, эдониец. Повел армию на острова, захватив Лемнос. Когда он напал на Делос, Аполлон поразил его войско некоей болезнью (проказой?). Они не смогли вернуться и поселились на Икарии.
- Эпопей. Старый рыбак с Икарова острова, жил в золотом веке. Его проглотило морское чудовище за то, что он съел помпилов[260].

### Икос
- Икос. Остров, на нём умер Пелей.
- Молон. Абант, житель Икоса, оказавший гостеприимство Пелею[261].

### Имброс
- Имброс. (Имврос.) Остров. Карийский сакральный центр[262]. В табличках из Кносса Imrios (Имброс)[252].
- Ээтион.[263] Царь Имброса. Выкупил Ликаона[264]. У Гнедича Геэтион.

Тиррены-минии происходили как с Лемноса, так и с Имброса.

### Кифнос
- Менедем. Герой, погибший под Троей от многих ран и почитавшийся на Крите, жертвы ему приносили без помощи ножа[265]. Или почитался на острове Кифнос[266].

### Мелос
- Мелос. (Милос.) Остров[267]. По археологическим данным, дорийцы там поселились с 8 в. до н. э.[268]. Либо лакедемонская колония с конца 12 в. до н. э.[269].
- Мелос. Спутник Кадма, основал Мелос[270].
- Мемблид. По версии, основатель Мелоса[271].
- Мималлида. По версии, основательница Мелоса[272].
- Полианакт. Царь Мелоса. Предшественник Менесфея[267].

См. также:
- Библида. По версии, основала Мелос.
- Менесфей. Прибыл на Мелос после Троянской войны.
- Нимфей. Вывел колонистов из Мелоса в Карию.
- Поллид. Принял участие в колонизации Мелоса.

### Миконос
- Микон. По Стефану Византийскому, сын Ания[273].
- Микон. (Миконос.) Остров[274]. Под ним погребены последние гиганты, истребленные Гераклом[275]. Репутация миконцев была плохой[276]. Трава микон посвящена Аполлону и Артемиде[277].

### Пепарефос
- Скиаф (Скиатос) и Пепареф. Островки. Там некоторое время жил Пелий.
- Пепареф. (Пепарет.) Сын Диониса и Ариадны[278].

### Сериф
- Сериф. Остров[279].
- Диктис (сын Магнета).
- Климена. Жена Диктиса, спасшая Персея, её алтарь в Афинах[280].
- Магнет. Сын Эола и Энареты. Женился на морской нимфе. Царь Серифа. Дети Полидект и Диктис[281].
- Перисфен. По версии Ферекида, отец Диктиса[282].
- Персей. Вырос там.
- Полидект.
- Эионей. Сын Магнета, внук Эола. По некоторым, жених Гипподамии, убит Эномаем[283].

### Сикин
- Сикин. Сын Фоанта и нимфы Энои. Его именем назван остров[284].
- Эноя[фр.]. Нимфа. Родила от Фоанта сына Сикина. Ранее остров Сикин назывался Эноя[285].

### Сирос
- Сирос. (Сирия.) Остров близ Делоса, с которого происходил Евмей[286].
- Ктесий. Царь Сиры. Сын Орменона, отец Евмея[287].
- Ормен. (Орменон.) Из Сиры[288], отец Ктесия[289].

### Сифнос
- Сифнос. Остров. На нём был город Миноя[290].
- Арна. Из Сифноса. Продала свой город Миносу за золото. Превращена в галку[291].
- Сифн. Сын Суния, его именем назван остров около Крита, ранее называвшийся Меропа[292].
- Суний. Отец Сифна[292].

### Тенос
- Тенос. (Тинос.) Остров[293].
- Каллистагор. Герой, почитавшийся на Теносе[294].

### Фасос
См. также Парос: абзацы Алкей, Сфенел, Клеобоя.
Немногочисленные упоминания указывают на заселение острова финикийцами.
- Геракл финикийский. Почитался на Фасосе.
- Телефасса. По версии, умерла на Фасосе.
- Фасос.
- Фасос (город). Город[295].
- Фасос. Остров[136].

### Фера
- Евфем. Сын Самоса, потомок аргонавта Евфема[70].
- Мелас. Потерпел крушение около Феры, его именем названы Мелантийские скалы[296].
- Мемблиар. Сын Пойкила. Кадм отправил его начальником поселенцев на остров Феру (Каллисту). Восемь поколений финикиян жили на острове[297]. Потомки Мемблиара уступили власть Ферасу[298].
- Самос. Из рода Евфемидов, спутник Фераса, отец Евфема младшего[299].
- Ферас. Вывел на Феру колонию из Спарты.

См. также:
- Евфем. Сын Посейдона. Аргонавт, чьи потомки заселили Феру.
- Минии. Отплыли на Феру.
- Грин. Царь Феры (7 в. до н. э.), отец Батта (ошибка Юстина)[300].

### Фолегандрос
- Фолегандр. По Стефану Византийскому, сын Миноса[301].

### Хриса
- Хриса («Золотая») — остров, где был укушен змеей Филоктет[302] (или позднее высажен Филоктет). Также богиня этого острова (и/или Лемноса), богиня Луны, покровительница мореплавателей, отождествляемая с Афиной[303]. На этом острове Геракл принес жертву перед взятием Трои, ахейцы повторили жертвоприношение, но Филоктета укусила змея[304]. На острове жил жрец Хрис, чью дочь пленили ахейцы[305]. Отыскать его древние не могли и объясняли это тем, что он потонул в море[306]. Ономакрит вставил в стихи Мусея оракул, что острова рядом с Лемносом потонут в море, а Лас Гермионский уличил его[307].
- Кримисса. (лат. Krumissa) — остров, куда Посейдон перенёс Феофану. Согласно Д. О. Торшилову, не идентифицируется[308]. Однако Кримисса в Италии — местность, где позднее поселился Филоктет[267]. Исходя из этого, возможно, Кримисса — безлюдный остров Хриса, где обитал Филоктет.

### Малые острова
- Анафэ. (Анафи.) Остров[309]. Когда аргонавты попали в бурю, Аполлон явил из глубины остров Анафэ. Аргонавты воздвигли на нём святилище Аполлону Эглету[310] («Сверкающему»[311]. Сперва остров был заселен финикийцами[312].
- Астипалея. Остров, его жители чтили Ахилла[313].
- Гекатоннесы. Островки между Азией и Лесбосом. Гекат — эпитет Аполлона.
- Донусия (Денуса). Остров, где была Ариадна.
- Иос. Остров, где была могила Гомера[314]. Там же похоронена Климена, мать Гомера, происходившая с этого острова[315].
- Калидны. Острова. С них приплыли змеи, убившие Лаокоонта (см.).
- Карпаф. Остров. На нём демы Карпафиополиты и Аркасеи[316].
- Нисир. Прежде часть о. Коса[317].
- Рения. (Ренея.) Пустынный островок рядом с Делосом, где хоронили умерших[318].
- Телос. (Тилос.) Островок у Родоса, с которого происходил жрец Телин[319].
- Хелидонии. Острова близ Ликии.

А также:
- Икарийское море[320].
- Киклады. Острова. Всего их 53[321]. Минос изгнал с них карийцев и вывел колонии.
- Миртойское море.
- Макросирид. Великан, прожил 5000 лет, его гробница длиной в 100 локтей была найдена на острове возле Афин[322].